# Charlotte Monginot
Charlotte Monginot, née le 18 décembre 1872 à Paris et morte en 11 décembre 1962 à Neuilly-sur-Seine, est une sculptrice française.

## Biographie
Charlotte Monginot est la fille du peintre et graveur Charles Monginot et de Maria Stéphanie Antoine.
Élève de Denys Puech, de Laurent Marqueste et de Raoul Verlet, elle expose au Salon à partir de 1895. 
Elle est nommée en 1900 officier d'Académie.
Elle obtient en 1903 le prix de sculpture du Salon de l'Union des femmes peintres et sculpteurs.
En 1910,  elle obtient une médaille de 3e classe.
Elle meurt à l'âge de 89 ans à Neuilly.